# Lucille Fletcher
Violet Lucille Fletcher (Brooklyn, 28 marzo 1912 – Langhorne, 31 agosto 2000) è stata una scrittrice statunitense, autrice di racconti gialli e sceneggiature televisive e cinematografiche.
Diplomatasi al Vassar College di New York nel 1933, lavorò per la radio con il primo marito, il celeberrimo compositore Bernard Herrmann, che sposò nel 1939 e dal quale divorziò nel 1948. Sposò in seconde nozze John Douglas Wallop.
Suo è il racconto The Hitchhiker, adattato in un radiodramma, da Orson Welles, e nell'episodio L'autostoppista di Ai confini della realtà, da Rod Serling. 
Fu inoltre autrice del radiodramma del 1943 Il terrore corre sul filo, da cui fu tratto il film omonimo del 1948 diretto da Anatole Litvak e sceneggiato dalla stessa autrice.

## Opere
- 1965, Morte presunta (...and presumed dead), stampato nella collana Il Giallo Mondadori con il numero 844.
- 1966, Base X: settore delirio (Base X: field delirium), stampato nella collana Segretissimo con il numero 121.
- 1969, Ossessione senza fine (The Girl in Cabin B54), stampato nella collana Il Giallo Mondadori con il numero 1044.
- 1976, La morte aveva i suoi occhi (Eighty dollars to Stamford), stampato nella collana Il Giallo Mondadori con il numero 1434.
- 1977, Il terrore corre sul filo (Sorry, Wrong Number), romanzamento con Allan Ullman basato sull'omonima pièce teatrale della Fletcher.

## Filmografia
- 1944, L'ottava meraviglia (Once upon a time) regia di Alexander Hall con Cary Grant, Janet Blair, James Gleason, Ted Donaldson tratto da un racconto scritto assieme a Norman Corwin.
- 1948, Il terrore corre sul filo (Sorry, Wrong Number) regia di Anatole Litvak con Barbara Stanwyck, Burt Lancaster, Wendell Corey, Ann Richards, Ed Begley tratto dal romanzo omonimo.
- 1953, La Belva dell'autostrada (The Hitch-Hiker) regia di Ida Lupino con Edmond O'Brien, Frank Lovejoy, William Talman, José Torvay, Sam Hayes.
- 1966, L'affare Blindfold (Blindfold) regia di Philip Dunne con Jack Warden, Claudia Cardinale, Rock Hudson, Guy Stockwell.
- 1973, Ad un'ora della notte (Night Watch) regia di Brian G. Hutton con Elizabeth Taylor, Laurence Harvey, Billie Whitelaw, Robert Lang tratto da Pièce teatrale.